# Madame Tussauds

Logo Madame Tussauds.

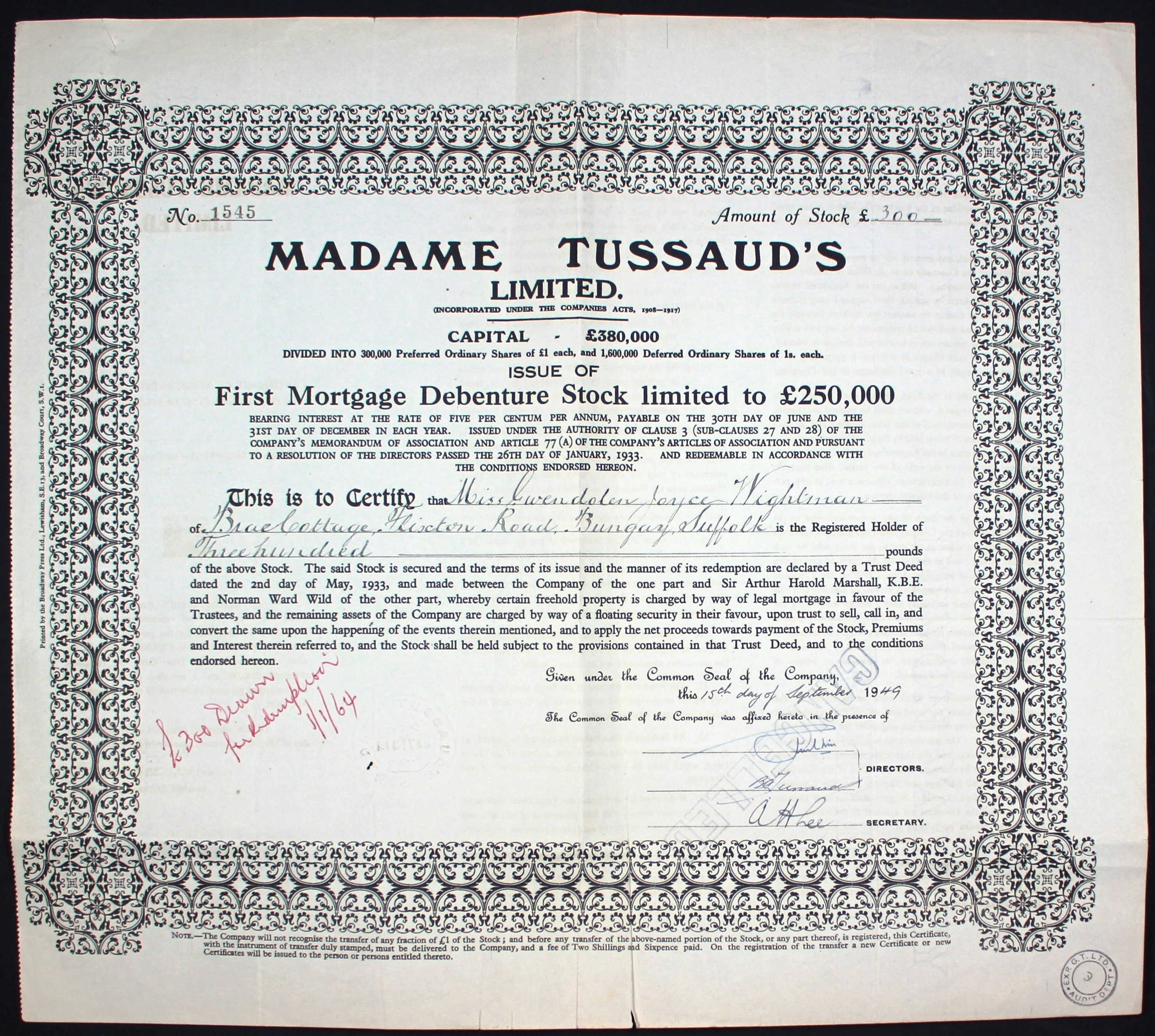
Obligation du Madame Tussaud's Ltd. en date du 15 septembre 1949

Le musée de Madame Tussaud, ou Madame Tussauds (sans l'apostrophe), est un musée de cire fondé en 1835 à Londres par l'artiste française Marie Tussaud. Des musées Madame Tussauds existent aussi dans plusieurs villes d'Europe (Berlin, Amsterdam, Vienne, Blackpool, Istanbul, Prague) ; des États-Unis (Las Vegas, New York, Nashville, San Francisco, Hollywood) ; d'Asie (Shanghai, Hong Kong, Bangkok, Singapour, Tokyo, Pékin, Delhi, Dubaï) et d'Océanie (Sydney),.

## Biographie
Marie Grosholtz est née le 1er décembre 1761 à Strasbourg. Son père, Joseph Grosholtz, bourreau et soldat, meurt durant la guerre de Sept Ans, deux mois avant sa naissance. Devenue veuve, sa mère s'installe avec sa fille à Berne, où elle est employée de maison de Philippe Curtius, un médecin reconverti en sculpteur sur bois. Celui-ci prend la petite Marie sous son aile et la forme à la sculpture. Curtius est appelé à la cour de France et réalise en 1765 un portrait de Madame du Barry, maîtresse de Louis XV. Le médecin fait venir Marie avec sa mère en 1767 et fait appel à Marie pour ses nombreuses réalisations en cire. Une première exposition en 1770 connaît le succès et est installée en 1776 au Palais-Royal. En 1782, Curtius ouvre une seconde exposition nommée la « Caverne des Grands Voleurs » sur le Boulevard du Temple : c'est le précurseur de la future « Chambre des horreurs » que Marie créera à Londres.
Marie Grosholtz réalise ses premières sculptures en 1777 : Voltaire d'abord, puis en 1778 Jean-Jacques Rousseau et Benjamin Franklin. Prise dans le tumulte de la Révolution française, elle se voit condamnée à la guillotine pour ses relations avec la noblesse. Graciée en raison de ses talents, elle est alors employée pour réaliser les masques mortuaires de révolutionnaires assassinés, tel Marat, ou décapités. À sa mort en 1794, Curtius lègue à Marie sa collection de personnages en cire.
Le 28 octobre 1795 à Paris, elle épouse François Tussaud, ingénieur civil. De cette union naissent trois enfants : une fille mort-née et deux garçons, Joseph (né en 1798), puis François (né en 1800). Avec l'instauration de la paix d'Amiens en 1802, elle part pour l'Angleterre avec son fils aîné âgé de quatre ans afin d'y présenter sa collection. En 1805, la guerre de la Troisième Coalition l'empêche de quitter ce pays. Elle poursuit alors ses présentations itinérantes à travers la Grande-Bretagne et l'Irlande.
Le second fils de Marie la rejoint en 1822, profitant d'un relâchement des tensions. En 1835, Marie installe sa collection et ouvre sur Baker Street à Londres le Baker Street Bazaar. L'une des principales attractions de ce musée est la « Chambre des horreurs », qui présente en deux parties les victimes de la Révolution française et les meurtriers. Le nom de cette section est donné en 1845 par un contributeur du magazine Punch. D'autres personnalités sont ajoutées à l'exposition comme Horatio Nelson et Walter Scott. En 1842, Marie réalise un autoportrait qui est encore présenté à l'entrée du musée. Elle meurt en 1850 à l'âge de 88 ans.

## Une attraction touristique
Le musée déménagea en 1884 vers son emplacement actuel sur Marylebone Road.
En 1925, un incendie détruisit de nombreuses figurines mais les moules avaient été épargnés et de nombreux portraits de personnages historiques furent recoulés.
En 1926, la société Tussauds Group est fondée pour gérer le musée Madame Tussauds.
Le musée de cire prit de l'importance et devint un site touristique majeur de Londres, englobant l'ancien Planétarium de Londres, située dans l'aile ouest du bâtiment. (Le Planétarium fut ouvert par le duc d'Édimbourg en 1958 et cessa de montrer les projections du ciel à nuit en 2006. Aujourd'hui, l'Observatoire royal de Greenwich abrite le seul planétarium à Londres.)
Au cours des années, le musée ouvrit plusieurs autres sites en dehors de Londres, dont Amsterdam, Las Vegas, New York, Hong Kong et Copenhague. Les musées prirent le nom de Madame Tussauds (sans apostrophe), contrôlés par le Tussauds Group.
En 1978, le groupe Tussauds, dont les seules possessions étaient les musées Madame Tussauds, est racheté par S. Pearson and Son, devenu ensuite Pearson PLC. Diverses acquisitions sont alors réalisées jusqu'à l'achat du parc Alton Towers en 1990.
En 2005, le fonds d'investissement Dubaï International Capital (DIC) achète le Tussauds Group pour 1,5 milliard de dollars à Charterhouse Capital Partners (800 millions de livres).
En 2006, le groupe Tussauds annonce que le musée de Londres va s'agrandir en transformant le planétarium mitoyen en un auditorium présentant un spectacle conçu par le studio Aardman Animations.
En mars 2007, le groupe est acheté pour un milliard de livres par Merlin Entertainments, détenu majoritairement par le fonds d'investissement Blackstone Group. Le même mois, le musée de Londres accueille l'effigie de l'acteur Daniel Radcliffe qui devient, à 18 ans, le deuxième plus jeune artiste à avoir sa statue de cire chez Madame Tussaud, après la fille de Brad Pitt et d'Angelina Jolie, Shiloh Nouvel Jolie Pitt.
Elle est l'une des attractions touristiques d'Europe à avoir été distinguée par un Thea Classic Award, décerné par la Themed Entertainment Association.

## Autres musées de Madame Tussaud
Allemagne
- Berlin, ouvert en 2008

 Australie
- Sydney ouvert en 2012

 Autriche
- Vienne ouvert en 2011[5]

 Chine
- Hong Kong, ouvert en 2000
- Shanghai, ouvert en 2006
- Wuhan, ouvert en 2013
- Pékin, ouvert en 2014
- Chongqing, ouvert en 2016

 États-Unis
- Las Vegas, ouvert en 1999
- New York, ouvert en novembre 2000

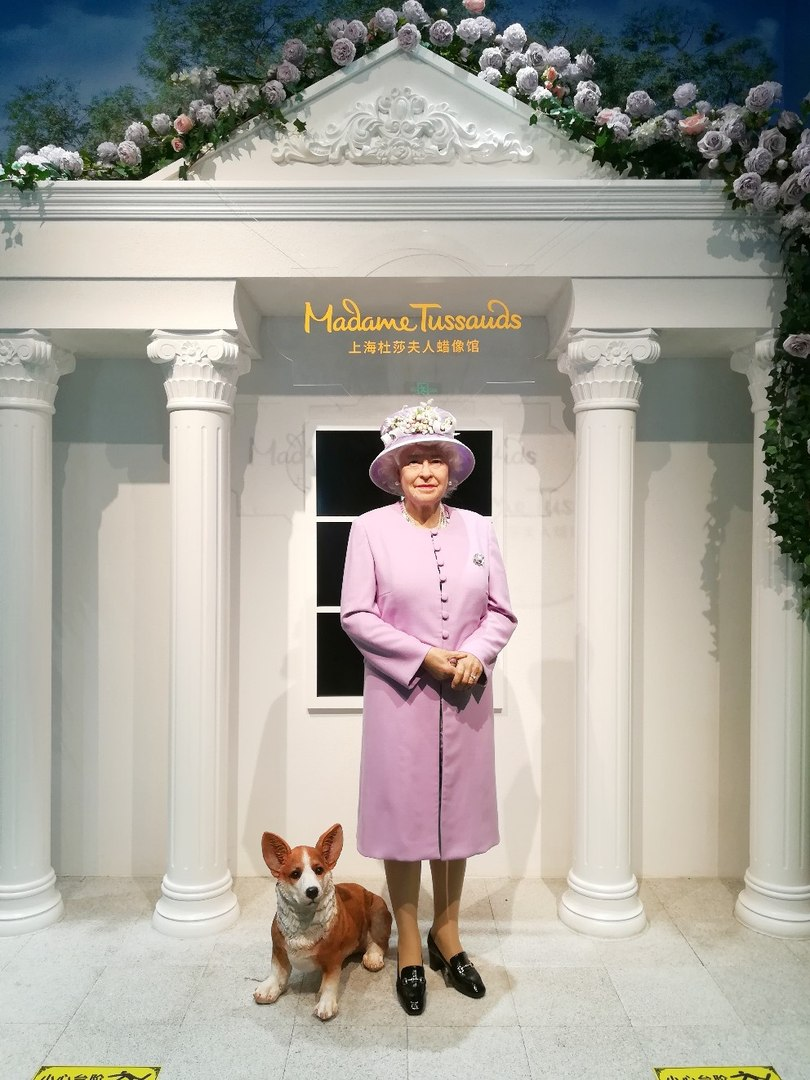
Figure de cire de la reine Élisabeth II au musée de Madame Tussaud à Shanghaï, Chine

- Washington, D.C., ouvert en octobre 2007
- Hollywood, ouvert en juin 2009
- San Francisco, ouvert en été 2014
- Orlando, ouvert en 2015
- Nashville, ouvert en été 2017

 Hongrie
- Budapest, ouvert en 2023

 Japon
- Tokyo, ouvert en 2013

 Inde
- Delhi, ouvert en 2017

 Pays-Bas
- Amsterdam, ouvert en 1970

 République tchèque
- Prague, ouvert en 2019

 Royaume-Uni
- Blackpool, ouvert en avril 2011[6]

 Singapour
- Sentosa, ouvert en 2014

 Thaïlande
- Bangkok, ouvert en 2010[7]

 Turquie
- Istanbul, ouvert en 2016

 Émirats arabes unis
- Dubai, ouvert en 2021

## Musées Louis Tussaud, Joséphine Tussaud, Antoinette Tussaud
Des descendants de Madame Tussaud, Louis Joseph Kenny Tussaud (né en 1869 à Londres, mort en 1938 à Hendon), lui aussi modeleur de cire, son arrière-petit-fils et Josephine Tussaud (1900-1985), son arrière-arrière-petite-fille, ont ouvert des musées ou vendu leurs noms sous franchise à des musées de cire. Tout a commencé avec la formation d'une société limitée en 1888 pour exploiter le musée de Madame Tussaud. La société a été rachetée par des investisseurs privés qui n'appartenaient pas à la famille Tussaud en 1889. Les nouveaux actionnaires ont nommé John Theodore Tussaud, le frère de Louis, directeur du musée de Madame Tussaud. Louis Tussaud, un frère et une sœur Tussaud ont quitté la nouvelle société. Le premier musée de Louis Tussaud a ouvert le 24 décembre 1890 au 207, Regent Street, à Londres, mais a disparu dans un incendie le 20 juin 1891. Il a par la suite mis en place une exposition itinérante puis s'est fixé à Blackpool gérée par la société Louis Tussaud's Waxworks (Blackpool) Limited. Immédiatement après sa mort en 1938, la société Louis Tussaud's Waxworks (Brighton) Limited est formée pour gérer le musée de Brighton et d'autres musées ont porté son nom. En 1959, un musée Louis Tussaud a ouvert à Niagara Falls sous la direction de Josephine Tussaud. Ripley Entertainment a acheté la marque Louis Tussaud en 1963 et, au même moment, des musées Josephine Tussaud ont ouvert aux États-Unis et au Canada. Un musée Josephine Tussaud subsiste dans l'Arkansas et cinq musées Louis Tussaud à travers le monde. Antoinette Tussaud (arrière-arrière-arrière-petite-fille de Madame Tussaud) possédait un musée à Brighton et un autre à Southend. Ces musées n'ont aucun rapport avec les musées du groupe Tussaud. The Tussauds Group a depuis ses débuts tenté d'empêcher les descendants et les homonymes de Madame Tussaud d'utiliser le nom Tussaud (exemple : le procès Tussaud contre Tussaud en 1890).

### Musées Louis Tussaud
Angleterre :
- Blackpool : 1900-2010, repris et remis à niveau par le groupe Tussaud
- Belle Vue : 1956-? (fermé)
- Clacton (fermé)
- Great Yarmouth : 1955-2010
- Brighton : 1937-1979
- Stratford : 1971-1983

États-Unis :
- St. Petersburg  Floride 1963-1989 (ouvert sous l'enseigne Josephine Tussaud, devenu Louis Tussaud dans les années 1970)
- Atlantic City  New Jersey 1965-1980
- San Antonio  Texas ouvert depuis 1987, sous licence Louis Tussaud, racheté par Ripley en 2004
- Grand Prairie  Texas ouvert depuis 1963, sous licence Louis Tussaud, racheté par Ripley en 2004

Danemark :
- Copenhague 1974-2007

Canada :
- Niagara Falls  Ontario 1959-2000 2005-

Inde :
- Bangalore

Thaïlande :
- Pattaya

### Musées Josephine Tussaud
Canada (filiales de Josephine Tussaud Ltd.) :
- Niagara Falls  Ontario fermé
- Banff  Alberta fermé
- Cavendish  Île-du-Prince-Édouard fermé
- Victoria Colombie Britannique 1961-2010
- Montréal  Québec 1964-fermé

États-Unis (filiales de Josephine Tussaud Inc.) :
- San Juan Capistrano  Californie 1965-fermé
- Queen Mary, Long Beach  Californie fermé
- Chicago  Illinois fermé
- St. Petersburg  Floride (devenu Louis Tussaud dans les années 1970) 1963-1989
- Atlanta Géorgie fermé
- Tucson  Arizona fermé
- Phoenix  Arizona fermé
- Scottsdale  Arizona fermé
- Virginia Beach  Virginie fermé
- Newport  Oregon 1969-1984
- Boston  Massachusetts fermé
- Hot Springs  Arkansas 1971-ouvert

Pays-Bas :
- Amsterdam avant 1970 repris et remis à niveau par le groupe Tussaud